# KdG University of Applied Sciences and Arts
Die KdG University of Applied Sciences and Arts (niederländisch: Karel de Grote Hogeschool) ist eine Hochschule mit Sitz in Antwerpen, Belgien. Die Hochschule bietet Studiengänge in Bereichen wie Wirtschaft und Management, Bildungswissenschaften, Gesundheitswesen, Kunst und Technologie an. KdG in ihrer heutigen Form besteht seit 1995.

## Geschichte
KdG entstand 1995 durch den Zusammenschluss von 13 Hoch- und weiterbildenden Schulen in Antwerpen. Die neue Hochschule wurde nach Karl dem Großen benannt.

## Bildungsangebot

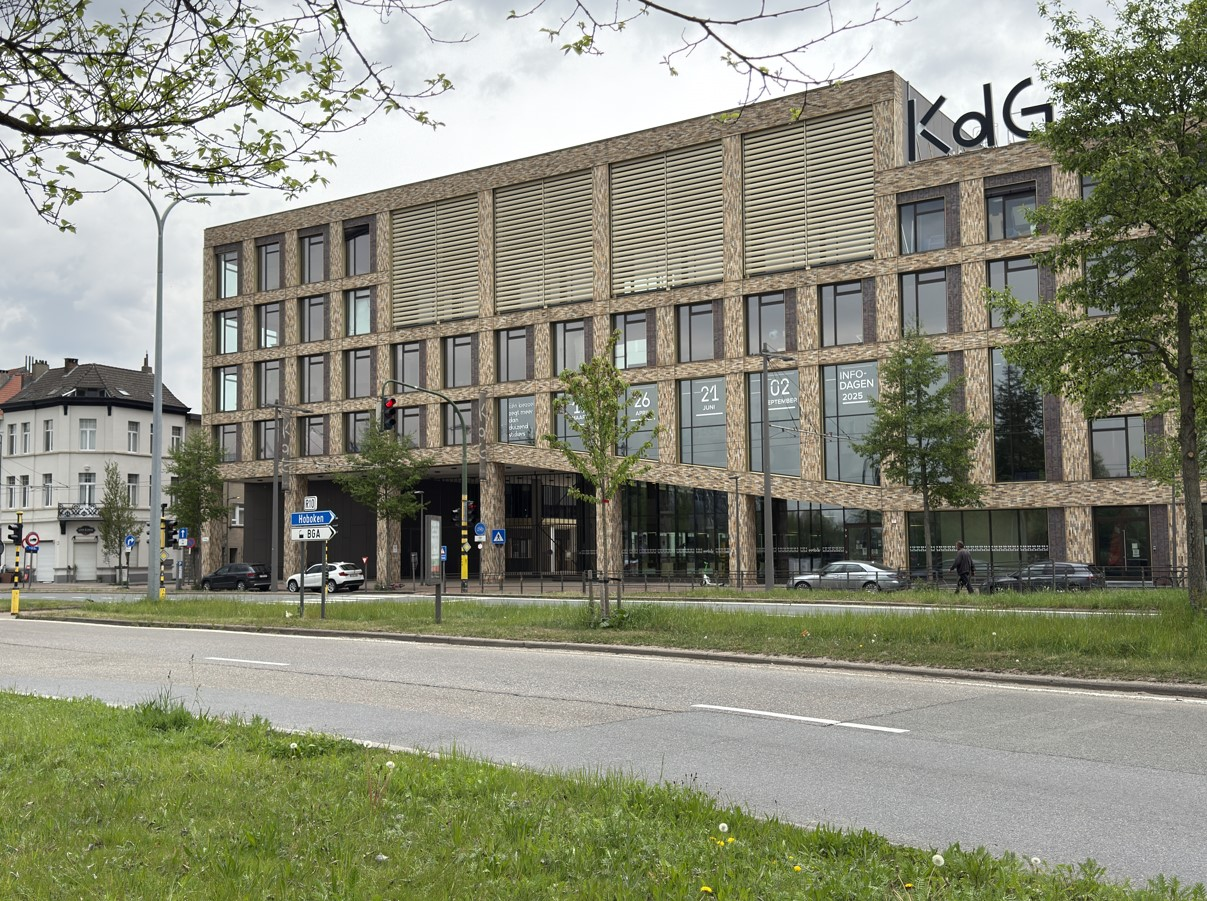
KdG Campus Zuid (Antwerpen)

Die Hochschule bietet zahlreiche Studiengänge an. Das Bildungsangebot ist in 6 Bereiche gegliedert:
- Gesundheitswissenschaften
- Betriebswirtschaftslehre
- Industrie und Technologie
- Bildungswissenschaften
- Sozialarbeit
- Audiovisuelle und visuelle Künste

Seit 2014/15 gibt es eine wachsende Anzahl von komplett auf Englisch durchgeführten Studiengängen:
- Bachelorstudiengänge in (Medien-)Informatik, Nursing, Betriebswirtschaftslehre
- Masterstudiengänge in Visual Arts

## Profil
KdG verteilt sich auf insgesamt 9 Campusstandorte im Stadtgebiet von Antwerpen. Mit rund 14.500 ist sie die zweitgrößte Hochschule der Stadt, nach der Universität Antwerpen.
Es gibt internationale Studienaustauschprogramme mit ca. 300 Partnerhochschulen, vorrangig über Erasmus+.